# 庆祚军
庆祚军，北宋的一个军。
政和三年（1113年）升赵城县置，治所在今山西省洪洞县北赵城。辖境相当今山西省洪洞县北、霍州市南一带。金朝占领后，复降为赵城县。 